# Sammy's Adventures: Escape from Paradise
Sammy's Adventures: Escape from Paradise (Sammy's avonturen 2 in het Nederlands) is een Belgische-Frans 3D-animatiefilm uit 2012, van Ben Stassen en Vincent Kesseloot. Geproduceerd in het Engels en een vervolg op Sammy's Adventures: The Secret Passage.

## Verhaal
De inmiddels volwassen geworden Sammy en zijn vriend Ray krijgen amper de kans om tijd door te brengen met hun net uitgebroede familie. De twee worden gevangen genomen en belanden in een exotisch aquarium in Dubai. Daar maken ze kennis met heel wat nieuwe waterdieren: het bazige zeepaardje Big D, de bolle blobvis Jimbo, de kreeft Lulu, de lieve octopus Anabel en een heleboel pinguïns. Ondertussen gaan de jonge schildpadjes Ricky en Ella op zoek naar hun grootvader.

## Rolverdeling
| Acteur           | Personage | Nederlandse stem |
| ---------------- | --------- | ---------------- |
| Alan Shearman    | Sammy     | Hein Boele       |
| Joe J. Thomas    | Lulu      | Sander de Heer   |
| Kaitlyn Maher    | Ella      | Elaine Hakkaart  |
| Carter Hastings  | Ricky     | Noah Rust        |
| Khary Payton     | Ray       | Alexander Lamur  |
| Carlos Alazraqui | Big D     | Daan van Rijsel  |